# Willy Wöhler
Wilhelm Heinrich Georg (Willy) Wöhler, född 22 februari 1848 i Mecklenburg-Schwerin, Tyskland, död 12 november 1927 i Klintehamn, var en svensk godsägare och naturvårdare.

## Biografi
Wöhler invandrade 1854 som barn till Gotland med sin familj. Det var hans far Helmuth Wöhler som hade köpt Klintebys gård, då en av Gotlands största gårdar. Willy Wöhler övertog gården 1876 och drev den fram till 1897. Vid sidan av driften av familjens storgård Klintebys var han en av de mest framträdande initiativtagarna i grundandet (1880) och utvecklandet av Karlsö Jagt- och Djurskyddsförenings AB, i dagligt tal kallad Karlsöklubben. Dess syfte var att genom gradvis inköp av mark skydda natur och djurliv på Stora Karlsö undan exploatering.
Som en del i förvaltningen av ön planterades träd. I syfte att anskaffa välgödslad jord till detta valde Wöhler 1887 ut grottan Stora Förvar på öns nordöstra del där tjocka lager fårguano ansamlats då utegångsfår sökt skydd. Vid grävningen påträffades  "växlande lager av aska och kol, blandade med ben". Fynden anmäldes till myndigheterna och grottan kom sedan att undersökas arkeologiskt under åren 1888-1893 av Lars Kolmodin och, under de senare åren, Hjalmar Stolpe. Fynden visade att grottan använts från mellersta stenålder fram till 1800-talet. 
År 1897 försattes Wöhler i konkurs och 1898 såldes Klintebys. Familjen Wöhler flyttade då till Warfsholm vid kusten något norr om Klintehamn, men Wöhler förblev mycket aktiv inom Karlsöklubben fram till sin död.
På en klippvägg i Hien, en vik på nordvästra Stora Karlsö, finns en minnestavla med hans porträtt och inskriften "Han bevarade åt kommande släkten Carlsö Naturliv".

## Familj
Wöhler var son till Helmuth Wöhler (1820–1899) och Henriette Wöhler, född Störzel (1824-1853). Fadern och hans andra hustru, Emelie (1822–), äldre syster till Henrietta, lämnade år 1885 Gotland och flyttade till Österrike. Wöhler gifte sig 1876 med Maria Herlitz (1857–1946). De hade tillsammans sju barn.

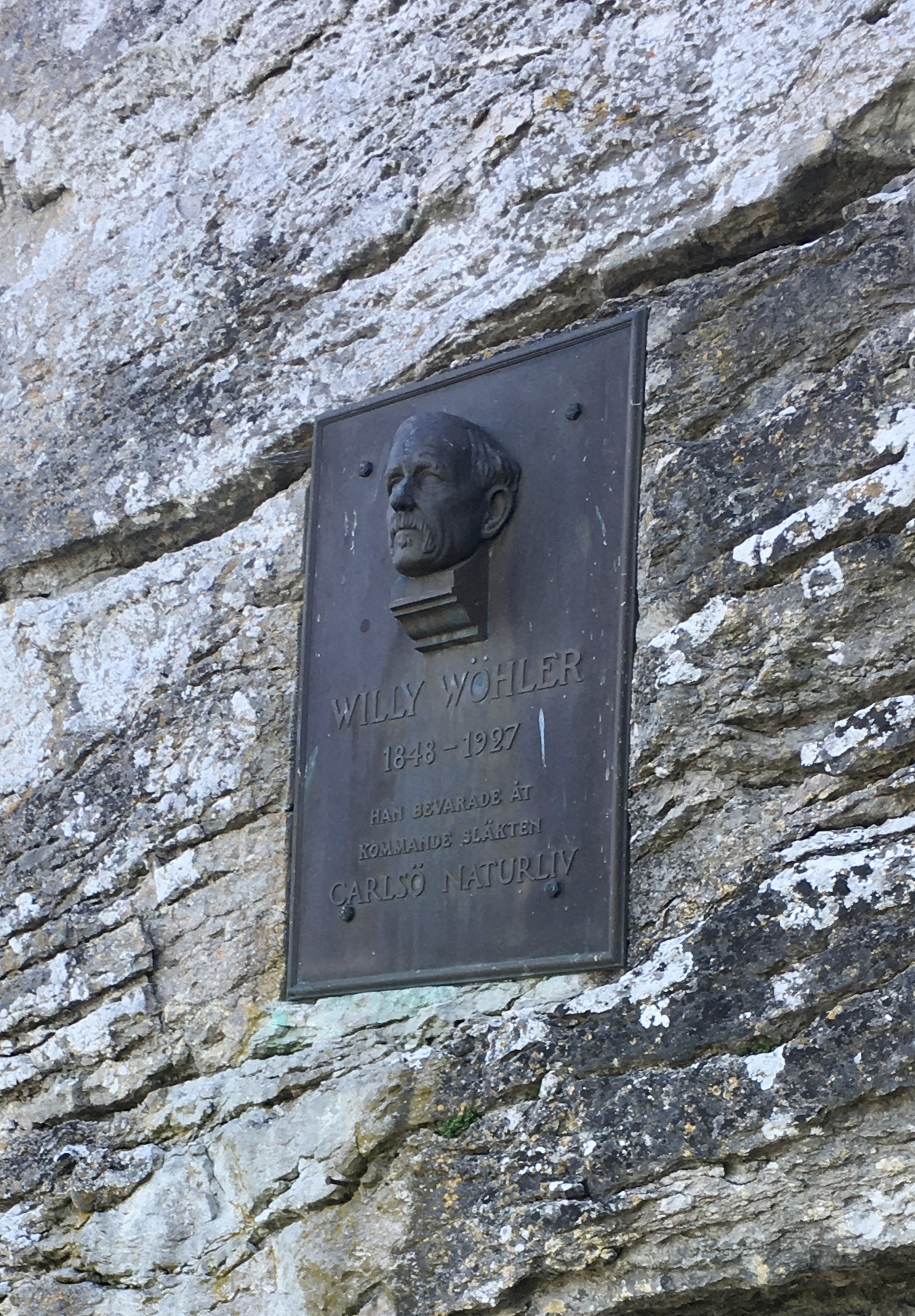
Minnestalva över Willy Wöhler. Uppsatt på klippvägg i Hien på nordvästra Stora Karlsö

## Utmärkelser[10]
- Svenska Jägareförbundets medalj
- Svenska Naturskyddsföreningens Starbäcksmedalj, 1924.[11]